# Любимівське пізньоскіфське городище

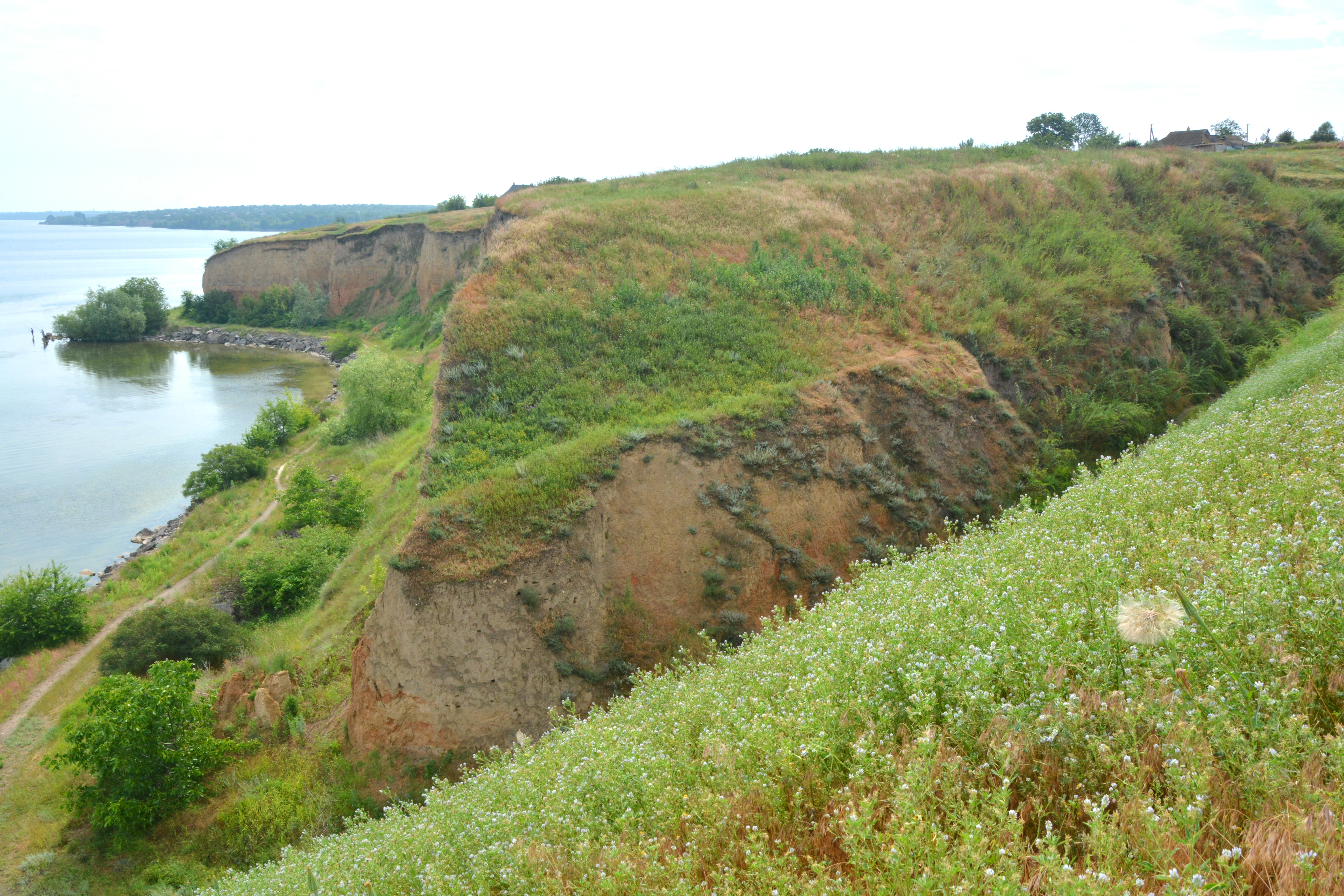
Вигляд на Любимівське городище

Любимівське пізньоскіфське городище — античне укріплене поселення (городище) скіфів що існувало з III ст до н.е. по III ст н.е. Існувало в пізній період історії скіфів .Поселення населяли осілі скіфи і оточували кам'яні стіни та глибокий рів. Населення займалося землеробством, скотарством, рибальством, ремеслами, вело торгівлю з грецькими колоніями, поселення проіснувало до вторгнення готів у III столітті. 
Складається з акрополя та передмістя. Акрополь відділено від навколишньої місцевості глибокими яругами і глибоким ровом та валом. Розкопками на досить великій площі досліджено не тільки саму територію акрополь, а в той час, й східну частину передмістя. У поселенні археологами виявлена кам’яна забудова. Археологічно досліджено зольник, вимостки і численні господарські ями. Археологічний матеріал представлено ліпним посудом, кулястими  амфорами, сіроглиняним посудом ольвійського виробництва, червонолаковим досить дорогим на той час посудом, монетами, бронзовими фібулами, залізними знаряддями та зброєю. На площі акрополя виявлено місце заселення часу Золотої орди або раннього періоду Кримського ханства що датоване 14-15 століттями. 
Любимівське пізньоскіфське городище є пам’яткою археології національного значення. Територіально воно находиться у межах села Любимівка, на високому березі Каховського водосховища. Воно згадується Д.В. Наришкіним ще в 1827 році. Протягом 19 століття досліджувалось О.П. Чирковим та В.І. Гошкевичем, а з 1972 року постійно обстежується М.П. Оленковським. Розкопки проводились у 1926-1929 рр. І.В. Фабриціус, в 1952 році експедицією ІА АН УССР, в 1972 р. В.Н. Даниленком, в 1978 р. В.М. Зубарем, в 1988-1990 рр. М.І. Абікуловою.
Координати - 46.8159, 33.55515